# Beerze
Beerze (52° 31′ N, 6° 32′ L) é uma vila dos Países Baixos, na província de Overijssel. Beerze pertence ao município de Ommen, e está situada a 20 km, a norte de Almelo.
A área de Beerze, que também inclui as partes periféricas da cidade, bem como a zona rural circundante, tem uma população estimada em 260 habitantes.